# خورشیدگرفتگی ۲۹ ژوئن ۱۹۲۷
خورشیدگرفتگی ۲۹ ژوئن ۱۹۲۷ (به انگلیسی: Solar eclipse of June 29, 1927) یک خورشیدگرفتگی از نوع خورشیدگرفتگی کامل است. این خورشیدگرفتگی در تاریخ ۲۹ ژوئن ۱۹۲۷ میلادی (‎۷ تیر ۱۳۰۶ خورشیدی) روی داد که زمان اوج آن، ساعت ۶:۲۳:۲۷ به‌وقت ساعت هماهنگ جهانی بوده‌است. مدت زمان و طول این خورشیدگرفتگی ۵۰ ثانیه بود.